# Jan Smejkal
Jan Smejkal (Lanškroun, 22 marzo 1946) è uno scacchista ceco (cecoslovacco fino al 1992).
Grande maestro dal 1972, negli anni Settanta fu uno dei più forti giocatori del mondo.
Vinse tre volte il Campionato cecoslovacco (1973, 1979 e 1986).
Tra i tornei internazionali vinti quelli di Polanica-Zdrój (Rubinstein Memorial) nel 1970 e 1972, Smederevska Palanka nel 1971, Palma di Majorca nel 1972, Novi Sad nel 1976, Vršac e Lipsia nel 1977, Varsavia nel 1979, Baden-Baden nel 1985.
Nel torneo interzonale di Leningrado del 1973 si classificò quarto, mancando per un soffio l'ammissione al torneo dei Candidati.
Raggiunse il massimo Elo nel gennaio del 1976, con 2615 punti.
Nell'anno 2000 si ritirò dalle competizioni.